# Chelsea Peretti
Pour les articles homonymes, voir Peretti.
Chelsea Peretti, née le 20 février 1978 dans le comté de Contra Costa (Californie), est une humoriste, actrice et scénariste américaine. Elle est principalement connue pour son rôle de Gina Linetti dans la série télévisée Brooklyn Nine-Nine, rôle qu'elle interprète de 2013 à 2019.

## Biographie
Chelsea Peretti grandit à Oakland, en Californie. Son père est d'origine italo-américaine et sa mère est d'obédience juive. Lors de sa scolarisation en élémentaire, elle se trouve dans la même école qu'Andy Samberg, futur acteur de la série Brooklyn Nine-Nine. Elle est par la suite admise à la College Preparatory School d'Oakland.
Elle s'installe à New York en 1996 et étudie au Barnard College, et est diplômée en 2000. Avec ses amies Heather Lawless, Shonali Bhowmik et Andrea Rosen, Peretti forme en 2004 une troupe comique nommée Variety SHAC et produisant notamment des courts-métrages. Par la suite, elle retourne en Californie pour s'installer à Los Angeles. En 2013, elle participe à l'écriture de deux épisodes du Saturday Night Live.

### Vie personnelle
Chelsea Peretti est en couple avec l'acteur, comédien et réalisateur Jordan Peele depuis mars 2013. Ils se fiancent en novembre 2015 et se marient quelques mois plus tard. En juillet 2017, Peretti donne naissance à son premier enfant, Beaumont Gino Peele.
Elle a deux frères et une sœur ; son frère aîné est l'entrepreneur Jonah Peretti, fondateur de BuzzFeed et cofondateur du Huffington Post.

## Filmographie

### Cinéma
- 2007 : Twisted Fortune de Victor Varnado : Rachel
- 2011 : Guy Talk (court métrage) : Girl
- 2014 : Women Aren't Funny : elle-même
- 2016 : Popstar : Célèbre à tout prix d'Akiva Schaffer et Jorma Taccone : journaliste de CMZ
- 2018 : Game Night de John Francis Daley et Jonathan Goldstein : Glenda

### Télévision
- 2004 : Comedy Lab : l'amie d'Eugene
- 2006 : Cheap Seats : Shonda
- 2008-2013 : The Smoking Gun Presents: World's Dumbest : elle-même
- 2010 : Louie : rencard
- 2010 : The Sarah Silverman Program : Becky
- 2011 : Comedy Central Presents : elle-même
- 2011 : Parks and Recreation : Zelda
- 2011-2013 : China, IL : Crystal Peppers/Kim Buckett (voix)
- 2012 : The Couple : Gigi
- 2013 : The Greatest Event in Television History : Jackie Rush
- 2013 : High School USA! : surintendante Andrea Kunssler (voix)
- 2013 : Comedy Bang! Bang ! : livreuse/Trey Booth
- 2013-2015 : Kroll Show : elle-même/divers personnages
- 2013-2019 : Brooklyn Nine-Nine : Gina Linetti (107 épisodes)
- 2014 : Key & Peele : présentatrice de l'émission artistique
- 2015 : Souvenirs de Gravity Falls : Darlene (voix)
- 2015 : Drunk History : Ann Druyan
- 2015-2016 : The Big Fat Quiz of Everything : elle-même
- 2016 : Animals. : Angela (voix)
- 2016 : New Girl : Gina Linetti (saison 6, épisode 4)
- 2016-2018 : Future-Worm! : Ennuisha/petite fille méchante (voix)
- 2016 : RuPaul's Drag Race : elle-même
- 2016 : HarmonQuest : Deepak Chopra
- 2017 : Girls : Chelsea
- 2017-2018 : Big Mouth : Monica (voix)
- 2018 : Alone Together : Tamra
- 2018 : Another Period : voisine italienne
- 2018 : American Dad! : Dorothy (voix)
- 2018 : Inside Jokes : elle-même

### Internet
- 2009 : Chelsea Peretti's All My Exes : elle-même
- 2014 : Chelsea Peretti: One of the Greats (Netflix) : elle-même

### Jeu vidéo
- 2008 : Grand Theft Auto IV – Lori Williams-Jones (voix)